# リトファスゾイレ

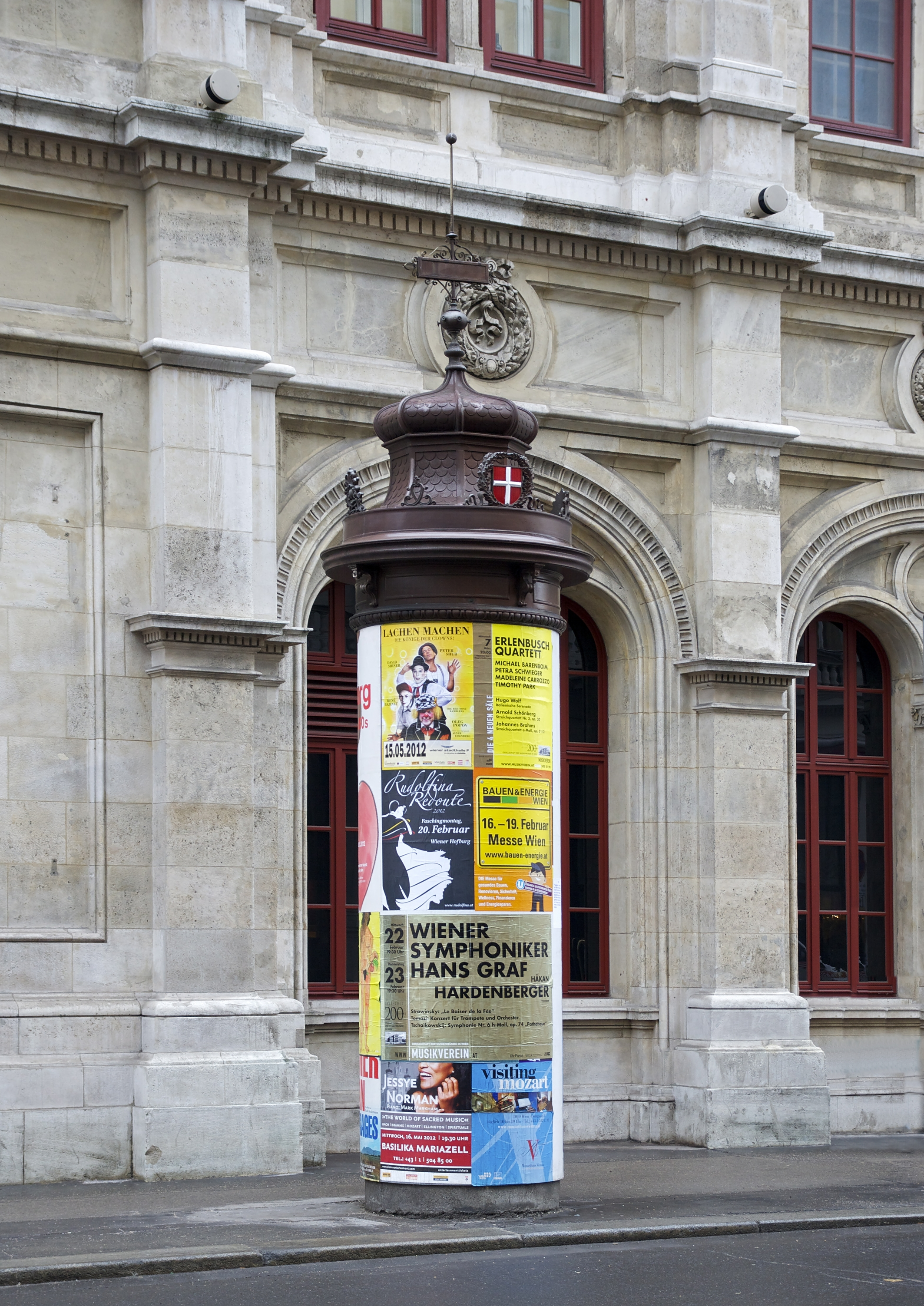
ウィーンのリトファスゾイレ

リトファスゾイレ（ドイツ語: Litfaßsäule, 「リトファス柱」の意）は、広告ポスターを掲示する柱である。ベルリンの印刷業者エルンスト・リトファスが発明し、分野としては屋外広告に属する。下位区分としてAllgemeinstelle（「普通か所」同時に複数の広告）、Ganzsäule（またはGanzstelle（「全体柱」「全体か所」、1つの広告のみ）がある。
表記はドイツ語の現行正書法、いわゆる新正書法でも Litfaßsäule と、ß で綴られる。これはLitfaß が固有名詞である人名に由来するためである。
日本の円柱広告に相当するもので英語ではAdvertising columnと呼ばれており、日本の駅構内のものは鉄道会社ごとに柱巻広告、アドピラー、アドコラムなどの名称が用いられている。フランス語ではコロンモリス(フランス語: Colonne Morris，日本語訳はモリス塔やモリス広告塔)という。

## アイディアと発展
ポスターのための柱を設置するというアイディアが生まれたのは、当時はポスターを無断で貼付することが横行していたためであった。リトファスは当局に、人々がポスターを張れるように、街中に柱を設置することを提案した。折衝は何年にもわたったが、1854年12月5日、ベルリン警視総監カール・ルートヴィヒ・フォン・ヒンケルダイから、リトファスに初の Annoncier-Säulen（告知柱）の設置許可が下りた。都市ベルリンは、広告柱の1865年までの独占設置を許可した。
ただしこれは最新ニュースを掲示するという目的もあってのことであった。1855年にはベルリンで最初の100基が設置され、発明者リトファスを讃えてその名が付けられた。1865年には、さらに50基が設置された。当局、広告顧客ともに、この新しい広告メディアの長所がすぐに周知されるようになった。国家にとっては、広告内容の事前の検閲が可能になったことが挙げられる。広告主にとっては、ポスターが貸借期間中、他のポスターが上から貼られることがないという安心感があった。

## 広告柱のその他の利用法
普仏戦争中には最初の戦況特別発表が掲示され、また内部空間を利用して電話交換機、変圧器が置かれることもあった。
リトファスゾイレは150年以上前に発明されたが、現在でも人気を保ち続けている。Fachverband Außenwerbung （屋外広告専門連合会）によれば、2005年末には、全ドイツで5万1,000基が存在する。
ウィーンでは、ウィーン川の暗渠となって流れる部分に数多く設置されている。非常口となっている石造りの螺旋階段があるが、これの覆いの役割を果たし、また、部外者の立ち入りを防ぐ目的もある。これらのリトファスゾイレには扉があり、外側からは鍵が必要だが、内側からは鍵が無くても開くようになっている。
今日では外側の一部が開口部となっているリトファスゾイレがあり、Pillar（ピラー）と呼ばれている。内部には電話や情報ターミナルが設置されている。こういった路上設置物は、伝統的な機能とサービスを組み合わせたものである。今日ではアクリルガラス製でライトアップして回転するヴァージョンも増えている。主に信号のある交差点に設置され、より多くの注目を集めるようなっている。

## 記念周年
150周年となった2005年にはリトファスゾイレを描いた記念切手が発行された。2005年2月11日に発行され、Fachverband Aussenwerbung e. V. （屋外広告専門連合会）会長 Thomas Ruhfus（トーマス・ルーフース）、Deutsche Eisenbahn-Reklame GmbH（ドイツ鉄道広告有限責任会社）社長 Siegfried Marter（ジークフリート・マルター）、ブランデンブルク州首相マティアス・プラツェック、Wall AG（ヴァル株式会社）取締役 Hans Wall（ハンス・ヴァル）、発明者エルンスト・リトファスの子孫に寄贈された。この他には FAW (Fachverband Aussenwerbung e. V., 屋外広告専門連合) がポスターで150周年記念のキャンペーンを行った。

## ギャラリー
時系列順

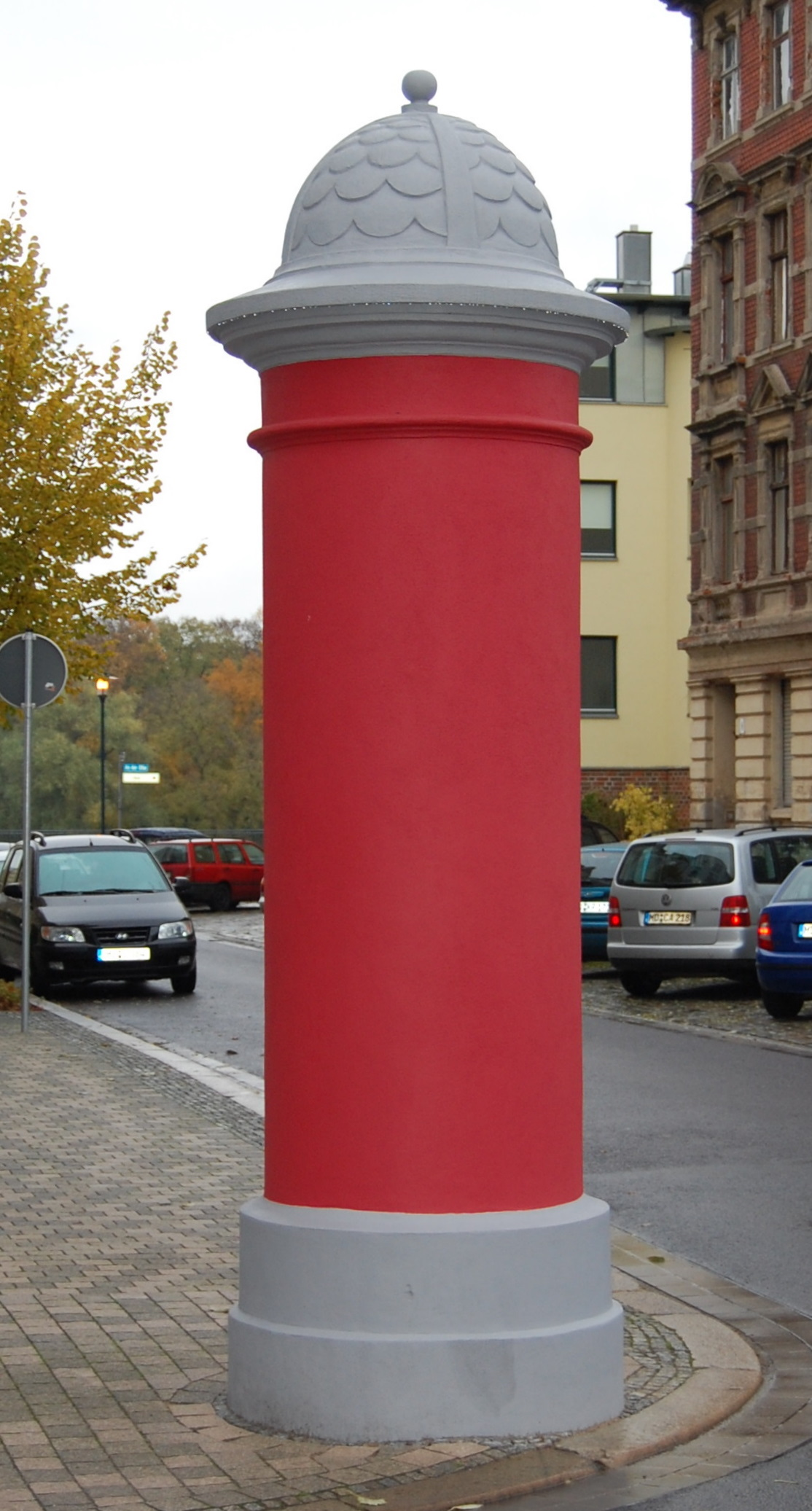
19世紀に設置され修復されたフェーア通りのリトファスゾイレ（ドイツ語版）
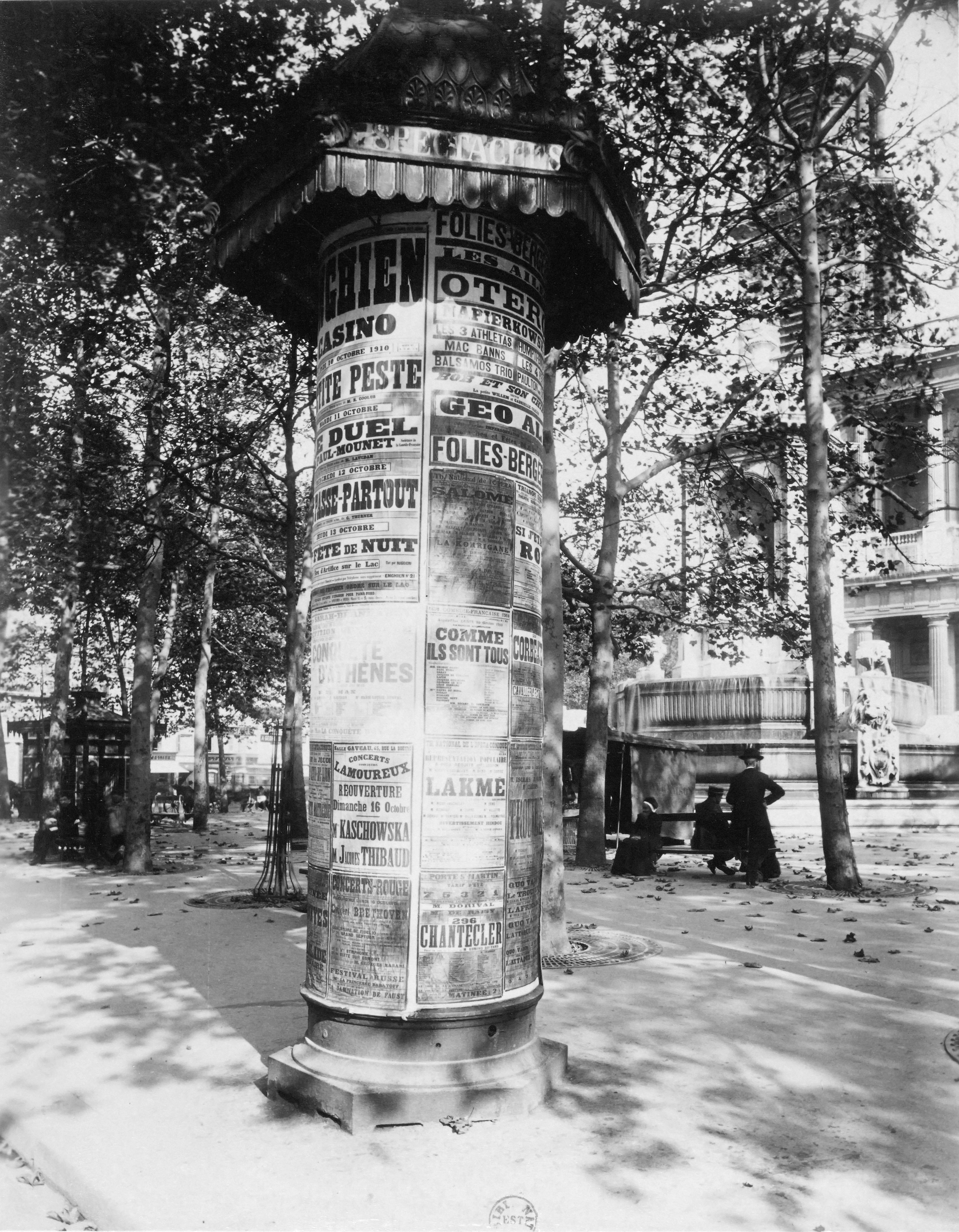
Colonne Morris, Place St-Sulpice, パリ、1910年
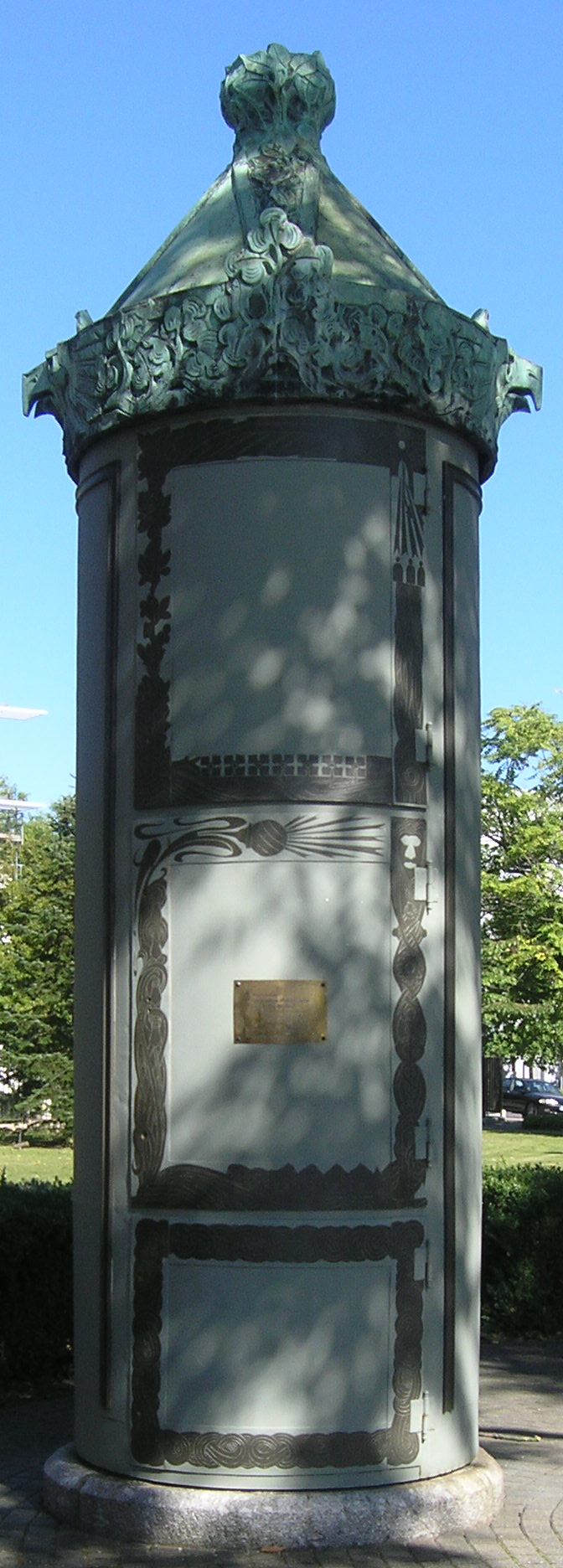
ユーゲント・シュティールのリトファスゾイレ
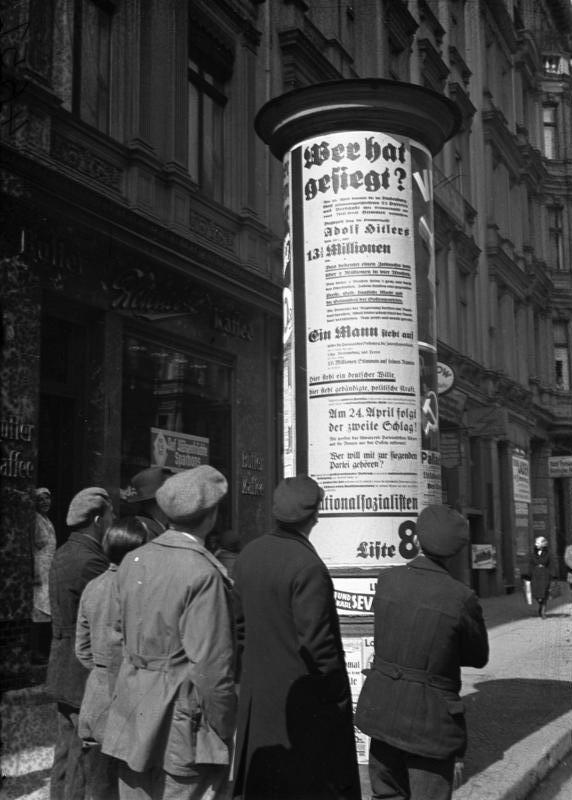
ナチ党の選挙ポスターの貼られたリトファスゾイレ、1932年
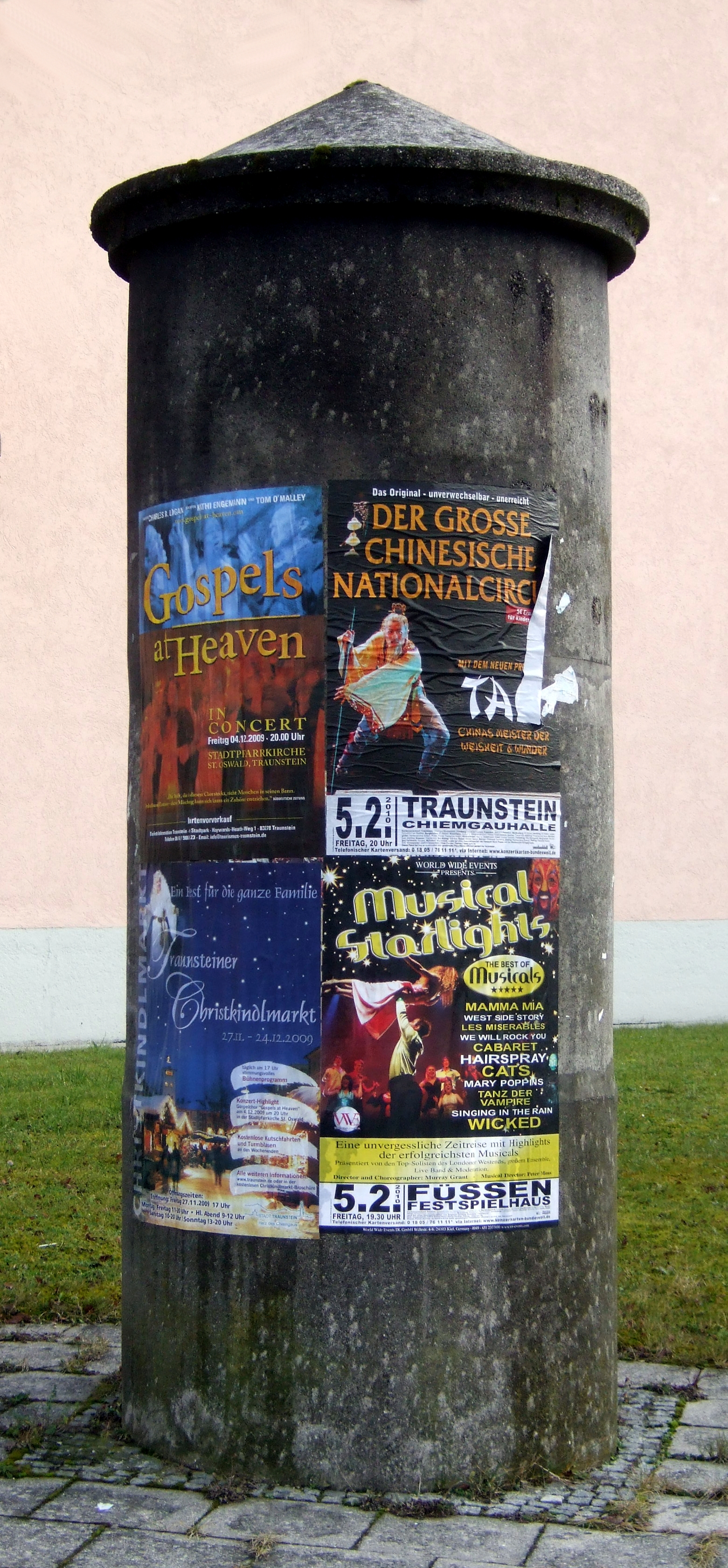
1960年代のリトファスゾイレ（セメント製）
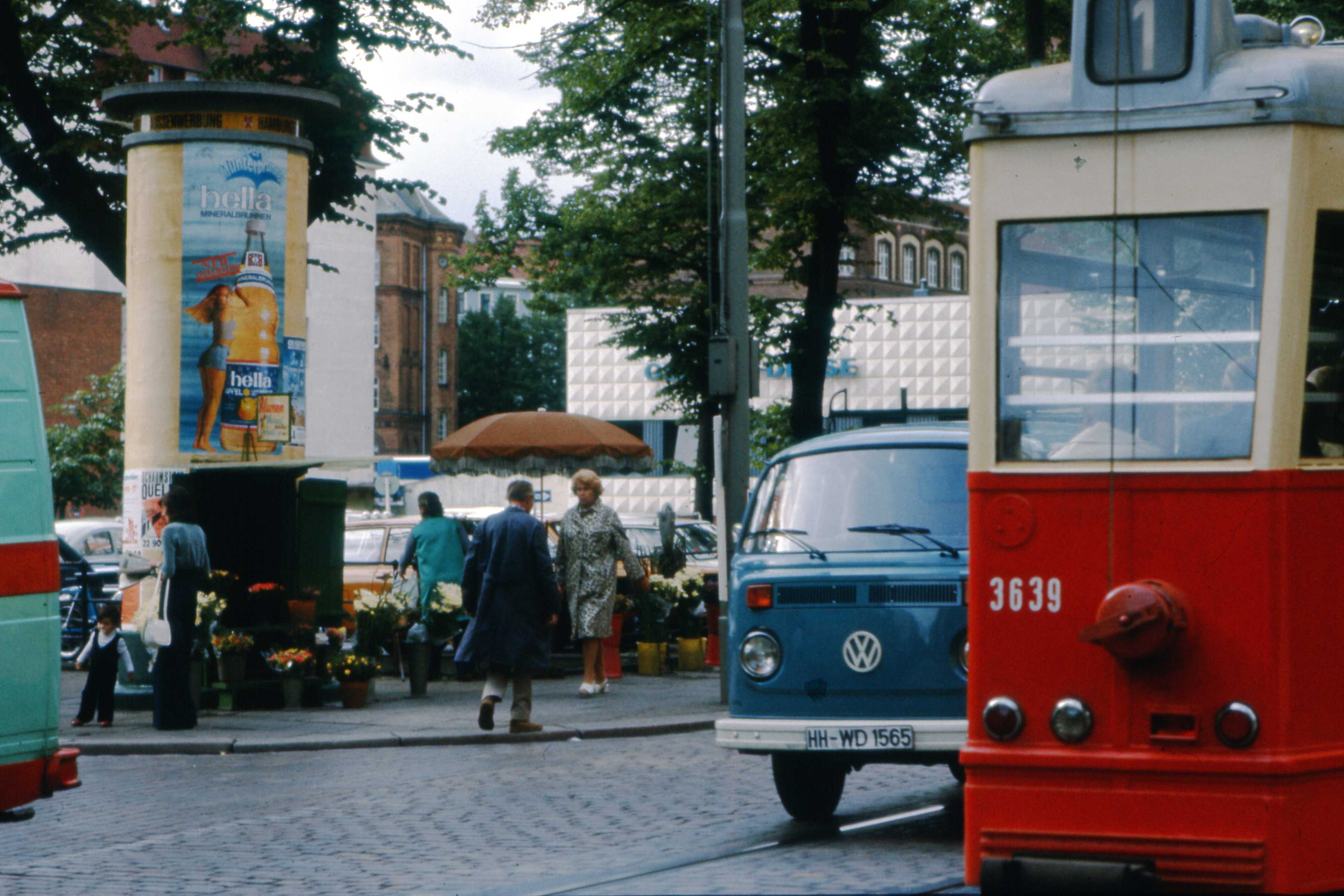
リトファスゾイレ内の花屋、ハンブルク、1975年
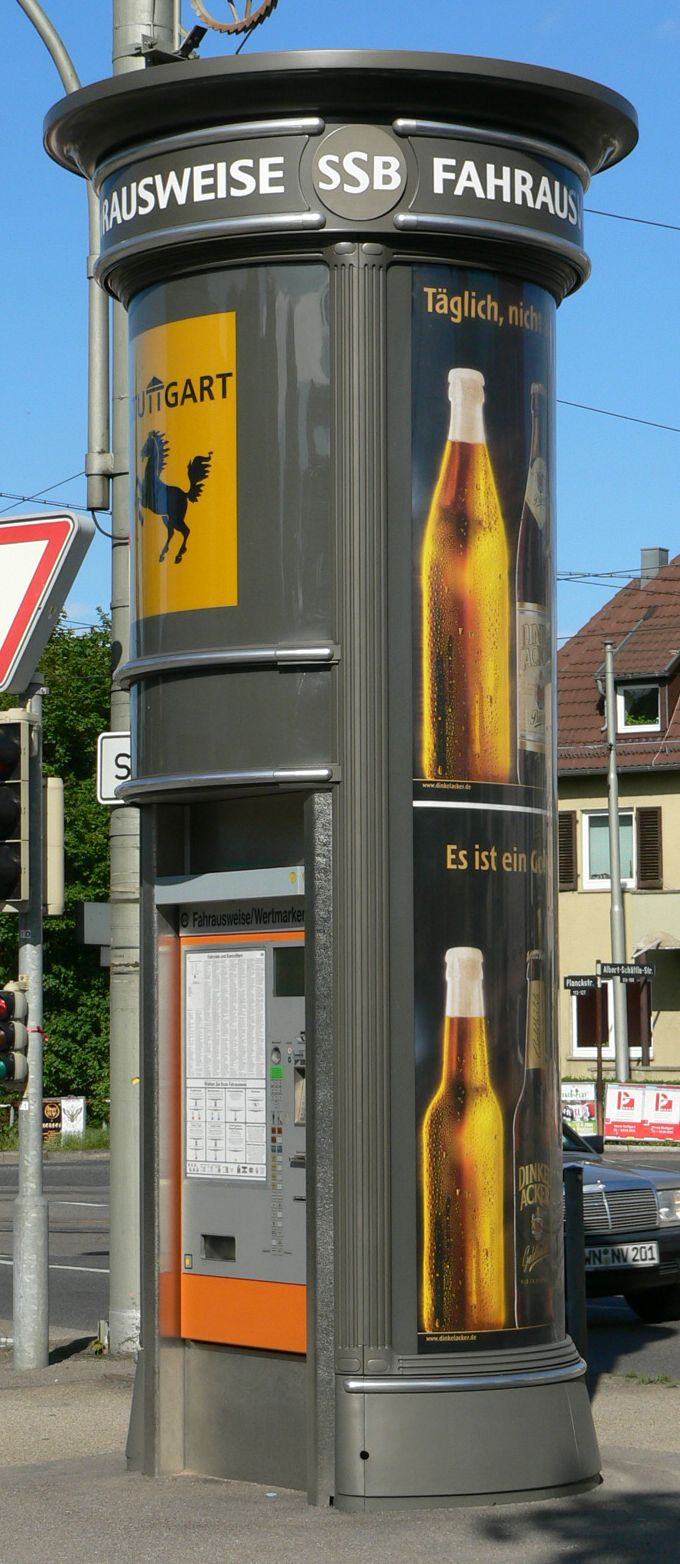
切符自動販売機が設置されたリトファスゾイレ、シュトゥットガルト
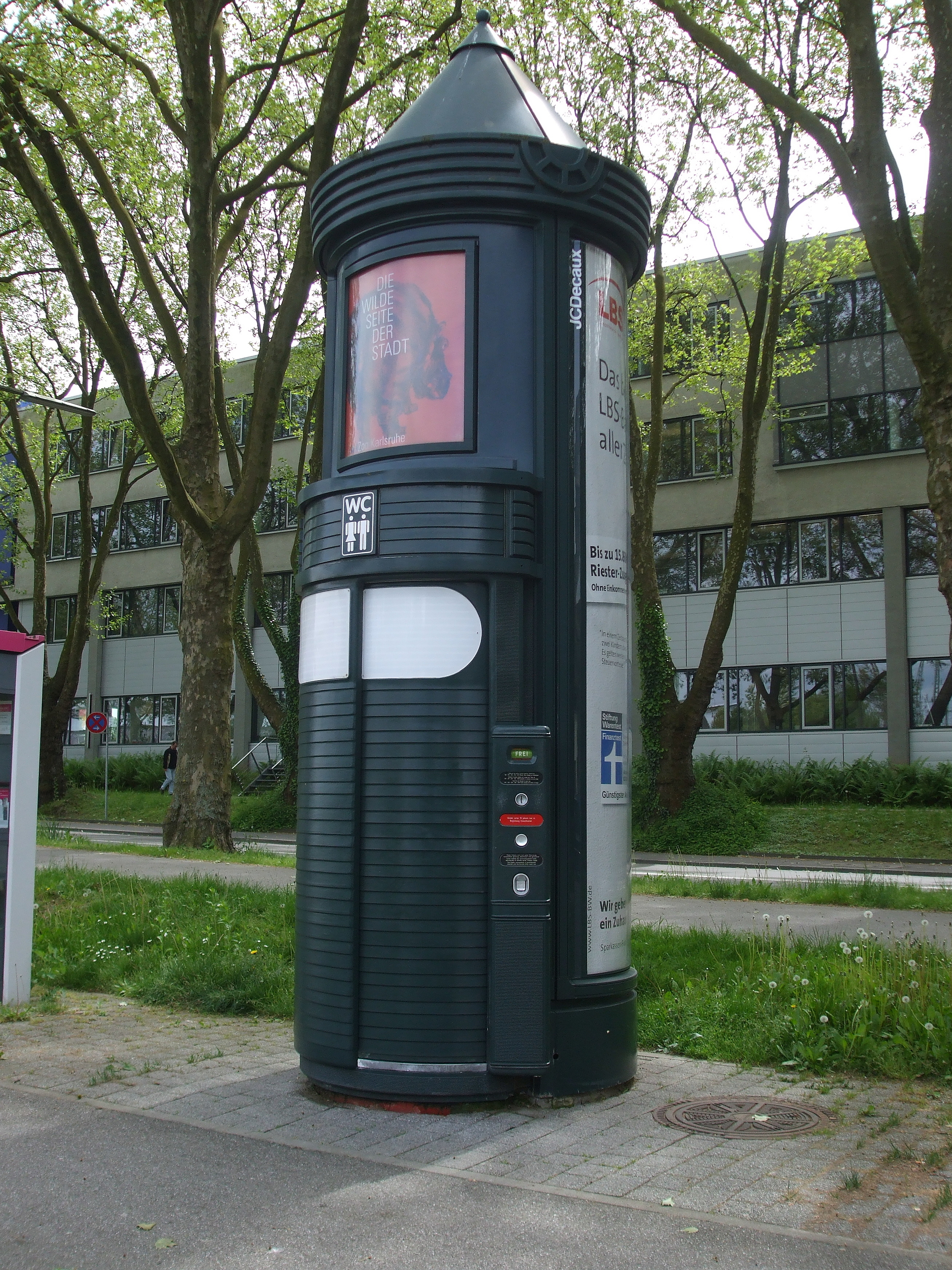
トイレが設置されたリトファスゾイレ、カールスルーエ中央駅付近
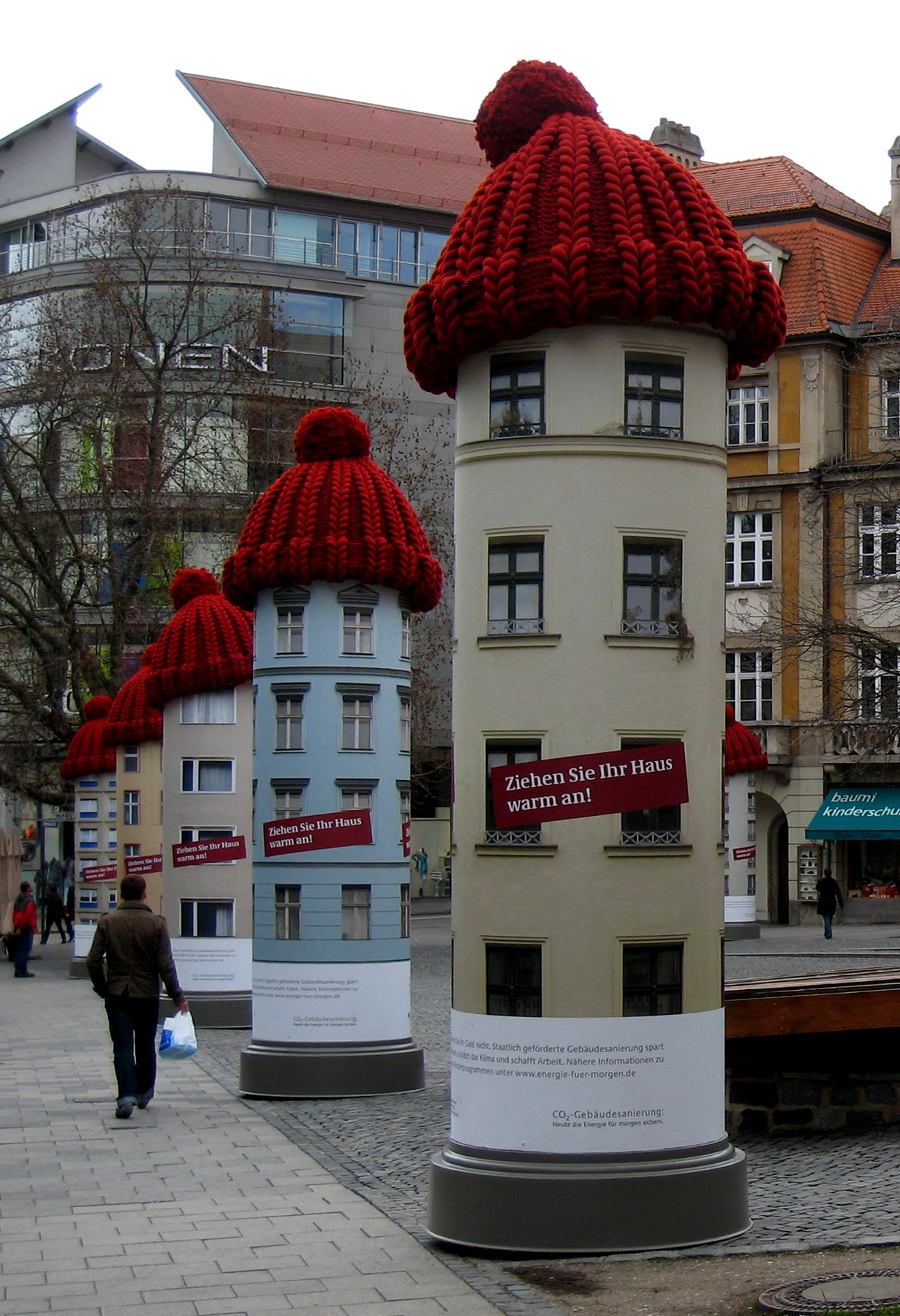
CO2建物改修を宣伝するニット帽つきリトファスゾイレ、ミュンヒェン、2008年